# Nowy Świat (Lubsza)

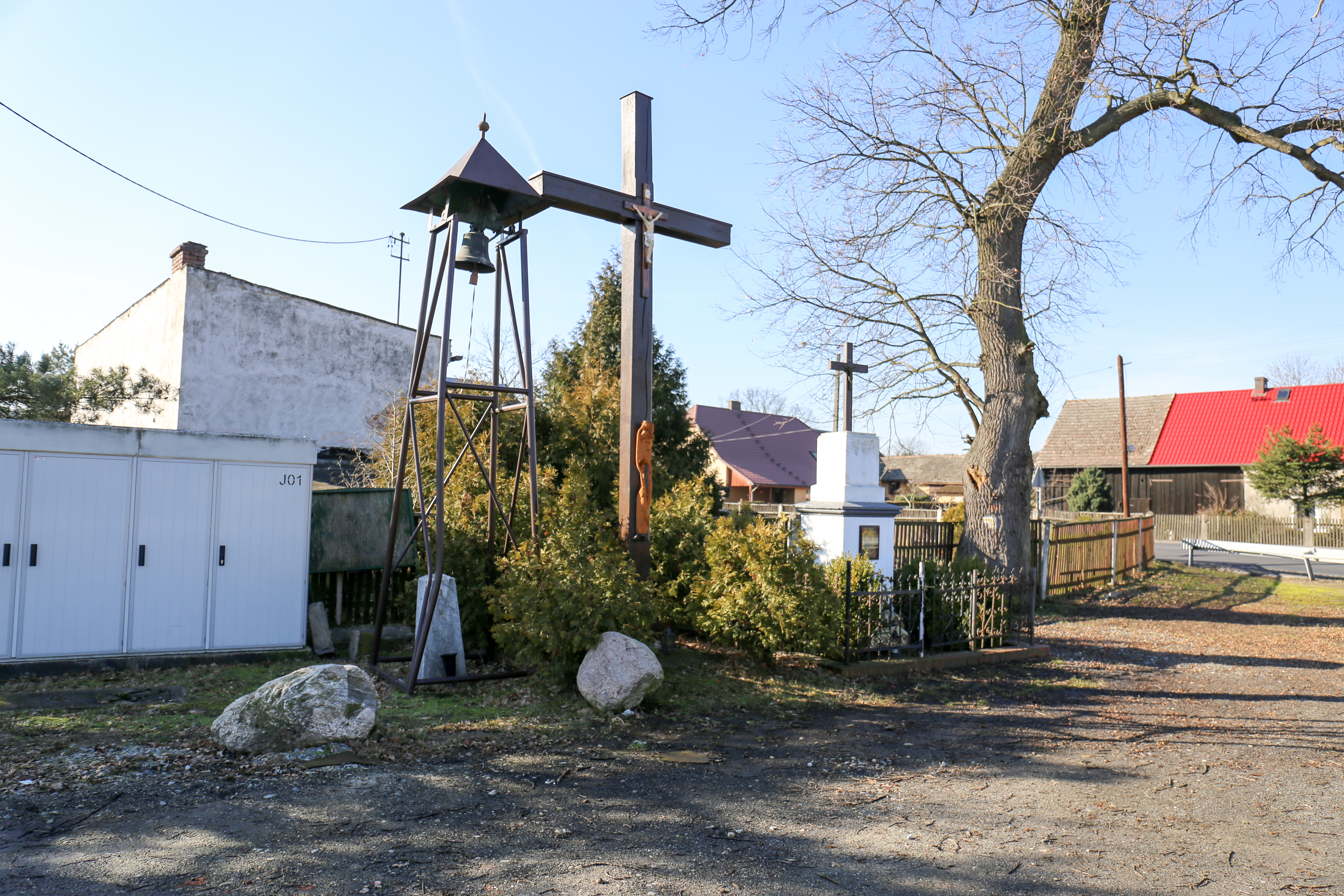
Glockenturm, Gedenkstein, Wegkreuz und Wegkapelle

Nowy Świat (deutsch Neue Welt) ist ein Dorf in Niederschlesien. Der Ort liegt in der Gmina Lubsza im Powiat Brzeski in der polnischen Woiwodschaft Oppeln.

## Geographie

### Geographische Lage
Das Straßendorf Nowy Świat liegt rund zehn Kilometer östlich vom Gemeindesitz Lubsza (Leubusch), ca. 18 Kilometer nordöstlich der Kreisstadt Brzeg (Brieg) und rund 40 Kilometer nordwestlich der Woiwodschaftshauptstadt Oppeln. Der Ort liegt in der Nizina Śląska (Schlesische Tiefebene) innerhalb der Równina Oleśnicka (Oelser Ebene). Nowy Świat liegt im Landschaftsschutzpark Stobrawski umgeben von weitläufigen Waldgebieten.

### Nachbarorte
Nachbarorte von Nowy Świat sind im Südosten Tarnowiec (Tarnowitz) und im Nordosten Mąkoszyce (Mangschütz).

## Geschichte
Die Ortschaft Neue Welt war ursprünglich ein Ortsteil der Landgemeinde Mangschütz. 
Als Folge des Zweiten Weltkriegs fiel Neue Welt wie fast ganz Schlesien 1945 an Polen, wurde in Nowy Świat umbenannt und der Woiwodschaft Breslau angegliedert. Die deutsche Bevölkerung wurde, soweit sie nicht vorher geflohen war, weitgehend vertrieben. Die neu angesiedelten Bewohner waren zum Teil Heimatvertriebene aus Ostpolen. 1950 kam der Ort zur Woiwodschaft Opole. 1999 kam der Ort zum Powiat Brzeski.